# RGS8
RGS8 (англ. Regulator of G protein signaling 8) – білок, який кодується однойменним геном, розташованим у людей на короткому плечі 1-ї хромосоми.  Довжина поліпептидного ланцюга білка становить 180 амінокислот, а молекулярна маса — 20 917.
| 10         |  | 20         |  | 30         |  | 40         |  | 50         |
| ---------- |  | ---------- |  | ---------- |  | ---------- |  | ---------- |
| MAALLMPRRN |  | KGMRTRLGCL |  | SHKSDSCSDF |  | TAILPDKPNR |  | ALKRLSTEEA |
| TRWADSFDVL |  | LSHKYGVAAF |  | RAFLKTEFSE |  | ENLEFWLACE |  | EFKKTRSTAK |
| LVSKAHRIFE |  | EFVDVQAPRE |  | VNIDFQTREA |  | TRKNLQEPSL |  | TCFDQAQGKV |
| HSLMEKDSYP |  | RFLRSKMYLD |  | LLSQSQRRLS |  |            |  |            |

A: Аланін

C: Цистеїн

D: Аспарагінова кислота

E: Глутамінова кислота

F: Фенілаланін

G: Гліцин

H: Гістидин

I: Ізолейцин

K: Лізин

L: Лейцин

M: Метіонін

N: Аспарагін

P: Пролін

Q: Глутамін

R: Аргінін

S: Серин

T: Треонін

V: Валін

W: Триптофан

Кодований геном білок за функціями належить до активаторів гтфаз, фосфопротеїнів, інгібіторів трансдукції сигналу. 
Задіяний у такому біологічному процесі як альтернативний сплайсинг. 
Локалізований у клітинній мембрані, ядрі, мембрані, клітинних відростках.